# Plesiczka drobna
Plesiczka drobna (Microvelia (Microvelia) reticulata) – gatunek pluskwiaka różnoskrzydłego z rodziny plesicowatych i podrodziny Microveliinae.

## Taksonomia
Gatunek opisał Hermann Burmeister w 1835 roku jako Hydroessa reticulata.

## Opis
Długość ciała u formy krótkoskrzydłej wynosi dla samców od 1,25 do 1,5 mm, a dla samic od 1,45 do 1,75 mm. U formy długoskrzydłej jest to u samców od 1,6 do 1,75 mm, a u samic od 1,7 do 1,9 mm. Ciało czarne z poprzecznym, na środku przerywanym, żółtym paskiem na przodzie przedplecza i piaskowożółtym spodem głowy. Dodatkowo srebrzystą barwę dają pokrywające ciało krótkie włoski. Podstawowe segmenty odnóży i uda piaskowo do miodowożółtych, a pozostałe części rdzawożółte do brązowych. Półpokrywy o żyłkach brunatnych bądź szaroczarnych, a komórkach szarych, jaśniejszych pośrodku.

## Biologia i ekologia
Żyje na powierzchni drobnych zbiorników wody stojącej, gdzie żywi się owadami spadłymi na ich powierzchnie, jak i podpływającymi pod nią małżoraczkami. Podłużne jaja, długości pół milimetra, składa od maja na pływających szczątkach roślinnych i rzęsie. Cykl rozwojowy zamyka się w 4-5 tygodniach. Wyprowadza dwa pokolenia w ciągu roku. Zimują imagines.

## Rozprzestrzenienie
Gatunek zamieszkuje Palearktykę. Na wschód sięga do Japonii. W Europie wykazany został z Austrii, Białorusi, Belgii, Bułgarii, Chorwacji, Czech, Danii, Estonii, Finlandii, Francji, Grecji, Holandii, Irlandii, byłej Jugosławii, Liechtensteinu, Litwy, Luksemburgu, Łotwy, Mołdawii, Niemiec, Norwegii, obwodu królewieckiego, Polski, Portugalii, Rosji, Rumunii, Słowacji, Szwecji, Szwajcarii, Ukrainy, Węgier, Wielkiej Brytanii i Włoch.